# Samuel Wharton

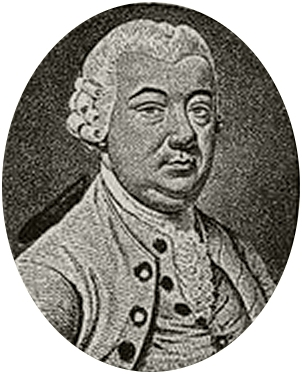
Samuel Wharton

Samuel Wharton (* 3. Mai 1732 in Philadelphia, Provinz Pennsylvania; † März 1800 ebenda) war ein US-amerikanischer Politiker. In den Jahren 1782 und 1783 war er Delegierter für Delaware im Kontinentalkongress.

## Werdegang
Samuel Wharton war ein Cousin von Thomas Wharton (1735–1778), dem ersten Präsidenten von Pennsylvania. Er zog nach Dover in Delaware, wo er im Handel tätig wurde. Über die von ihm gegründete Vandalia Company betrieb er mit der Region am oberen Ohio River im Gebiet des heutigen West Virginia intensiven Handel. Dort besaß er auch einige Ländereien. Im Jahr 1765 wandte er sich gegen den Stamp Act und unterschrieb die sogenannten Non-Importation Resolutions. Als die Revolution ausbrach, befand er sich gerade in London, wo er sich um die Anerkennung seiner Landrechte am Ohio River durch die britische Krone bemühte. Als seine Kontakte zu den amerikanischen Freiheitskämpfern bekannt wurden, musste er nach Frankreich flüchten.
Im Jahr 1780 kehrte er nach Amerika zurück, wo er sich endgültig der Unabhängigkeitsbewegung anschloss. In den Jahren 1782 und 1783 vertrat er Delaware im Kontinentalkongress. Auch dort setzte er sich für die Anerkennung seiner Landrechte im Westen ein, die ihm allerdings erst 1787 im Zusammenhang mit der Verabschiedung der Northwest Ordinance gewährt wurde. Zwischen 1784 und 1786 war Samuel Wharton Friedensrichter im District of Southwark. Anschließend war er in den Jahren 1790 und 1791 Berufungsrichter in Delaware. Schließlich zog er in die Nähe von Philadelphia, wo er im März 1800 verstarb.